# Green Cay (Saint Thomas)
Pour les articles homonymes, voir Green Cay.
Green Cay est un îlot de l'océan Atlantique, partie des îles Vierges des États-Unis. Il est situé au sud de Saint Thomas.